# 格雷舍姆 (內布拉斯加州)
格雷舍姆（英語：Gresham）是位於美國內布拉斯加州約克縣的村。

## 人口
根據2020年美國人口普查的數據，格雷舍姆的面積為0.70平方千米，皆為陸地。當地共有人口219人，而人口密度為每平方千米313人。